# Karthago Airlines
Karthago Airlines is een luchtvaartmaatschappij met basis in Tunesië. Karthago Airlines is opgericht in 2002. De maatschappij maakt chartervluchten tussen Tunesië en Europa. De thuisbasis is luchthaven Djerba, met hubs bij luchthaven Tunis en luchthaven Monastir. Karthago Airlines maakt deel van Karthago Group.

## Bestemmingen
- Denemarken
  - Kopenhagen
- Polen
  - Warschau
  - Wrocław
  - Poznań
- Frankrijk
  - Parijs
- Ierland
  - Dublin
- Litouwen
  - Vilnius
- Rusland
  - Moscou
  - St Petersburg
- Zweden
  - Stockholm
- Tunesië
  - Djerba
  - Monastir
  - Tunis

## Vloot
De vloot van Karthago Airlines bestaat uit zes Boeings B737-300 (november 2007).
| Vliegtuigtype  | Serienummer   | Kenteken | Datum eerste vlucht |
| -------------- | ------------- | -------- | ------------------- |
| Boeing 737-300 | 26309 LN 2674 | TS-IEF   | 11 november 1994    |
| Boeing 737-300 | 24790 LN 1955 | TS-IEE   | 8 november 1990     |
| Boeing 737-300 | 25032 LN 2014 | TS-IED   | 8 maart 1991        |
| Boeing 737-300 | 25010 LN 2008 | TS-IEC   | 22 februari 1991    |
| Boeing 737-300 | 29116 LN 3005 | TS-IEG   | 9 maart 1998        |
| Boeing 737-300 | 24655 LN 1380 | TS-IEJ   | 9 februari 1990     |